# Samuel A. Dobbins

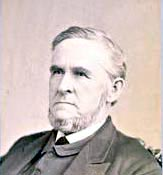
Samuel A. Dobbins

Samuel Atkinson Dobbins (* 14. April 1814 bei Vincentown, Burlington County, New Jersey; † 26. Mai 1886 in Mount Holly, New Jersey) war ein US-amerikanischer Politiker. Zwischen 1873 und 1877 vertrat er den Bundesstaat New Jersey im US-Repräsentantenhaus.

## Werdegang
Samuel Dobbins besuchte sowohl öffentliche als auch private Schulen und arbeitete danach in der Landwirtschaft. 1838 zog er nach Mount Holly, wo er wieder in der Landwirtschaft tätig war. In den Jahren 1854 bis 1857 war er außerdem Polizeichef im Burlington County. Damals wurde er Mitglied der Republikanischen Partei. Zwischen 1859 und 1861 gehörte Dobbins der New Jersey General Assembly an. Im Jahr 1864 war er Delegierter zur Republican National Convention, auf der Präsident Abraham Lincoln zur Wiederwahl nominiert wurde. Zwischen 1866 und 1886 fungierte Dobbins auch als Kuratoriumsmitglied des Pennington Seminary; dabei war er zehn Jahre lang Präsident dieses Kuratoriums.
Bei den Kongresswahlen des Jahres 1872 wurde er im zweiten Wahlbezirk von New Jersey in das US-Repräsentantenhaus in Washington, D.C. gewählt, wo er am 4. März 1873 die Nachfolge von Samuel C. Forker antrat. Nach einer Wiederwahl konnte er bis zum 3. März 1877 zwei Legislaturperioden im Kongress absolvieren. Im Jahr 1876 verzichtete er auf eine weitere Kandidatur. Nach dem Ende seiner Zeit im US-Repräsentantenhaus betätigte Samuel Dobbins sich wieder in der Landwirtschaft. Er starb am 26. Mai 1886 in Mount Holly, wo er auch beigesetzt wurde.